# Apostrophe (')
Apostrophe (’) es un álbum del músico y compositor estadounidense Frank Zappa lanzado el 22 de marzo de 1974. Una versión editada de la canción "Don’t Eat the Yellow Snow" fue el primer sencillo en entrar en las listas de venta, en el número 86. Apostrophe (’) fue el mayor éxito comercial de Zappa, llegando al número 10 de la lista Billboard, siendo certificado oro el 7 de marzo de 1976.

## Lista de canciones

### Cara A
1. “Don’t Eat the Yellow Snow" – Frank Zappa – 2:07
2. “Nanook Rubs It” – Zappa – 4:38
3. “St. Alfonzo’s Pancake Breakfast” – Zappa – 1:50
4. “Father O’Blivion” – Zappa – 2:18
5. “Cosmik Debris” – Zappa – 4:14

### Cara B
1. “Excentrifugal Forz” – Zappa – 1:33
2. “Apostrophe'” – Jim Gordon, Jack Bruce, Zappa – 5:50
3. “Uncle Remus” – Zappa, George Duke – 2:44
4. “Stink-Foot” – Zappa – 6:33

## Personal
- Frank Zappa – voz, guitarra, bajo, buzuki
- Lynn – voz, coros
- Kerry McNabb – coros, ingeniero, remezclas
- Ian Underwood – saxofón
- Ruth Underwood – percusión
- Sal Márquez – trompeta
- Sue Glover – coros
- Jim Gordon – batería
- Aynsley Dunbar – batería
- Tom Fowler – bajo
- Napoleon Murphy Brock – saxofón, coros
- Robert “Frog” Camarena – voz, coros
- Ruben Ladrón de Guevara – voz, coros
- Debbie – voz, coros
- Tony Duran – guitarra rítmica
- Erroneous (Alex Dmochowski) – bajo
- Johnny Guerin – batería
- Don “Sugarcane” Harris – violín
- Ralph Humphrey – batería
- Bob Ludwig – técnico
- Jack Bruce – bajo en “Apostrophe” (ver controversia arriba)
- George Duke – teclados, coros
- Bruce Fowler – trombón
- Jean-Luc Ponty – violín

- Cal Schenkel – diseño gráfico
- Barry Keene – ingeniero
- Ferenc Dobronyl – diseño portada
- Paul Hof – técnico
- Oscar Kergaives – técnico
- Brian Krokus – técnico
- Mark Aalyson – photography
- Bob Stone – remasterización
- Steve Desper – ingeniero
- Terry Dunavan – ingeniero
- Zach Glickman – marketing
- Bob Hughes – ingeniero